# Зеда-Аґара
Зеда-Аґара (груз. ზედა აგარა) — село в Грузії.
За даними перепису населення 2014 року в селі проживає 106 осіб.